# Herrmannella haploceras
Herrmannella haploceras är en kräftdjursart som först beskrevs av Bocquet och Jan Hendrik Stock 1959.  Herrmannella haploceras ingår i släktet Herrmannella och familjen Sabelliphilidae. Inga underarter finns listade i Catalogue of Life.